# فهرست خدایان باستان
تعداد خدایان اصلی یونان باستان دوازده عدد می‌باشد و به زبان رومی از این قرار هستند:
- ژوپیتر[۱](زئوس)
- نپتون[۲](پوسایدون)
- پلاتو[۳](هادس)
- مارس[۴] (آریس)
- وولکن[۵] (هفائیستوس)
- آپولو[۶] (فبوس)
- یونو[۷] (هورا)
- مینروا[۸] (آتنا)
- دیانا[۹] (آرتمیس)
- ونوس[۱۰] (آفرودیت)
- سرس[۱۱] (دمتر)

دیگر خدایان و قهرمانان عبارتند از:
سال
پیتون
لسیفر
وسپر
لونا
هیراد
اریون
سیریوس
کالیستو
پاندورا
اپیمتیوس
تمپستیاس
میترا
اریس
لاوس و پنالس
یونیوس
پاراستوس
فرتونا
می جیا
همین
مرفئوس
توضیحات
1. ↑  Jupiter
2. ↑  Neptun
3. ↑  Platu
4. ↑  Mars
5. ↑  Vulcan
6. ↑  Apollo
7. ↑  Juno
8. ↑  Minerva
9. ↑  Diana
10. ↑  Venus
11. ↑  Ceres

منابع
کتاب دائره المعارف زرین